# Длужнево (Мазовецьке воєводство)
Длужнево (пол. Dłużniewo) — село в Польщі, у гміні Бабошево Плонського повіту Мазовецького воєводства.
Населення — 293 особи (2011).
У 1975-1998 роках село належало до Цехановського воєводства.

## Демографія
Демографічна структура станом на 31 березня 2011 року:
|          | Загалом | Допрацездатний вік | Працездатний вік | Постпрацездатний вік |
| -------- | ------- | ------------------ | ---------------- | -------------------- |
| Чоловіки | 143     | 39                 | 97               | 7                    |
| Жінки    | 150     | 35                 | 91               | 24                   |
| Разом    | 293     | 74                 | 188              | 31                   |